# Dark Tranquillity
I Dark Tranquillity sono un gruppo musicale death metal svedese. La band è considerata tra i pionieri storici del Gothenburg sound, assieme ad In Flames ed At the Gates.

## Storia del gruppo

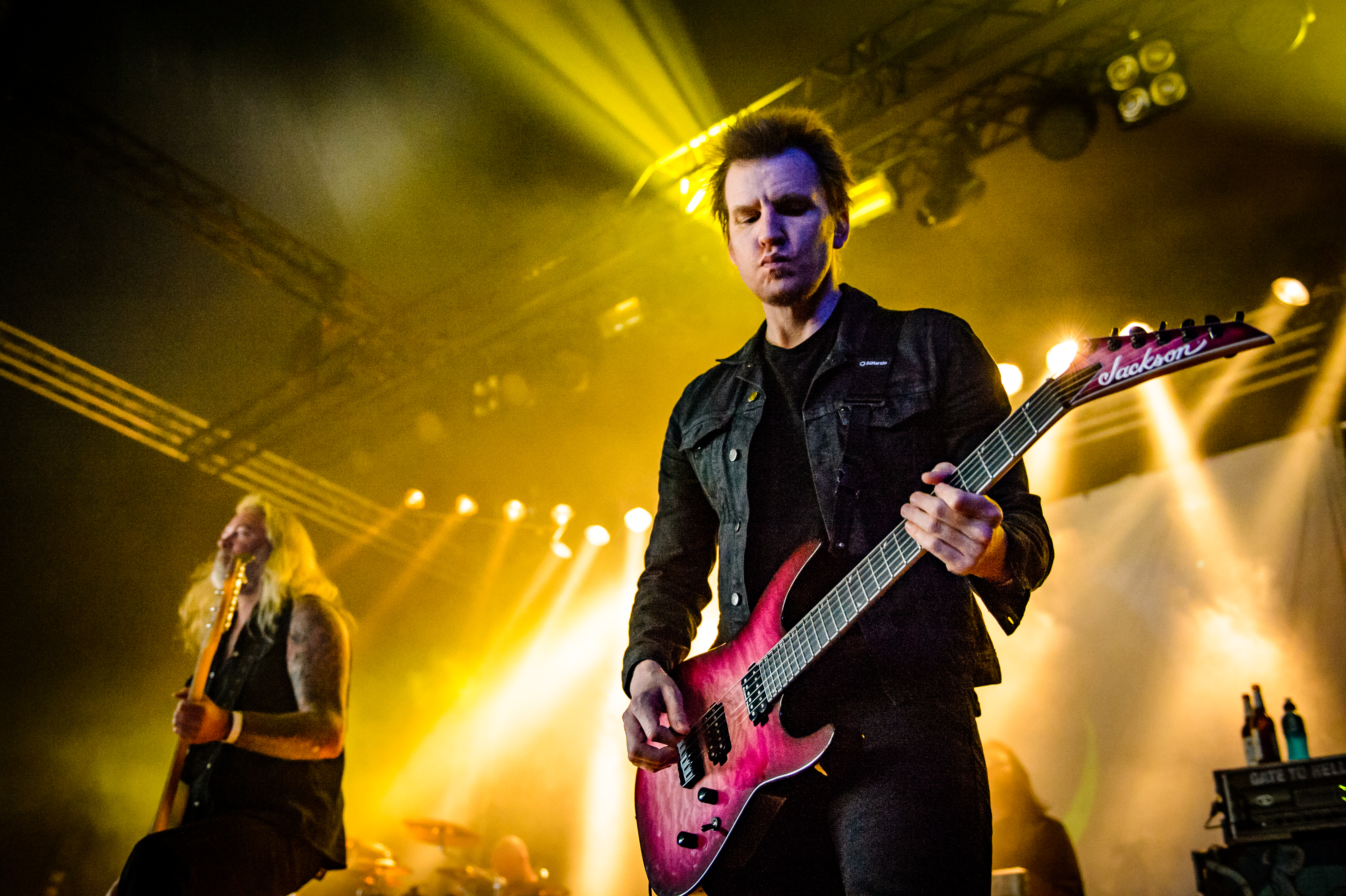
Anders Iwers e Christopher Amott al Dong Open Air 2017

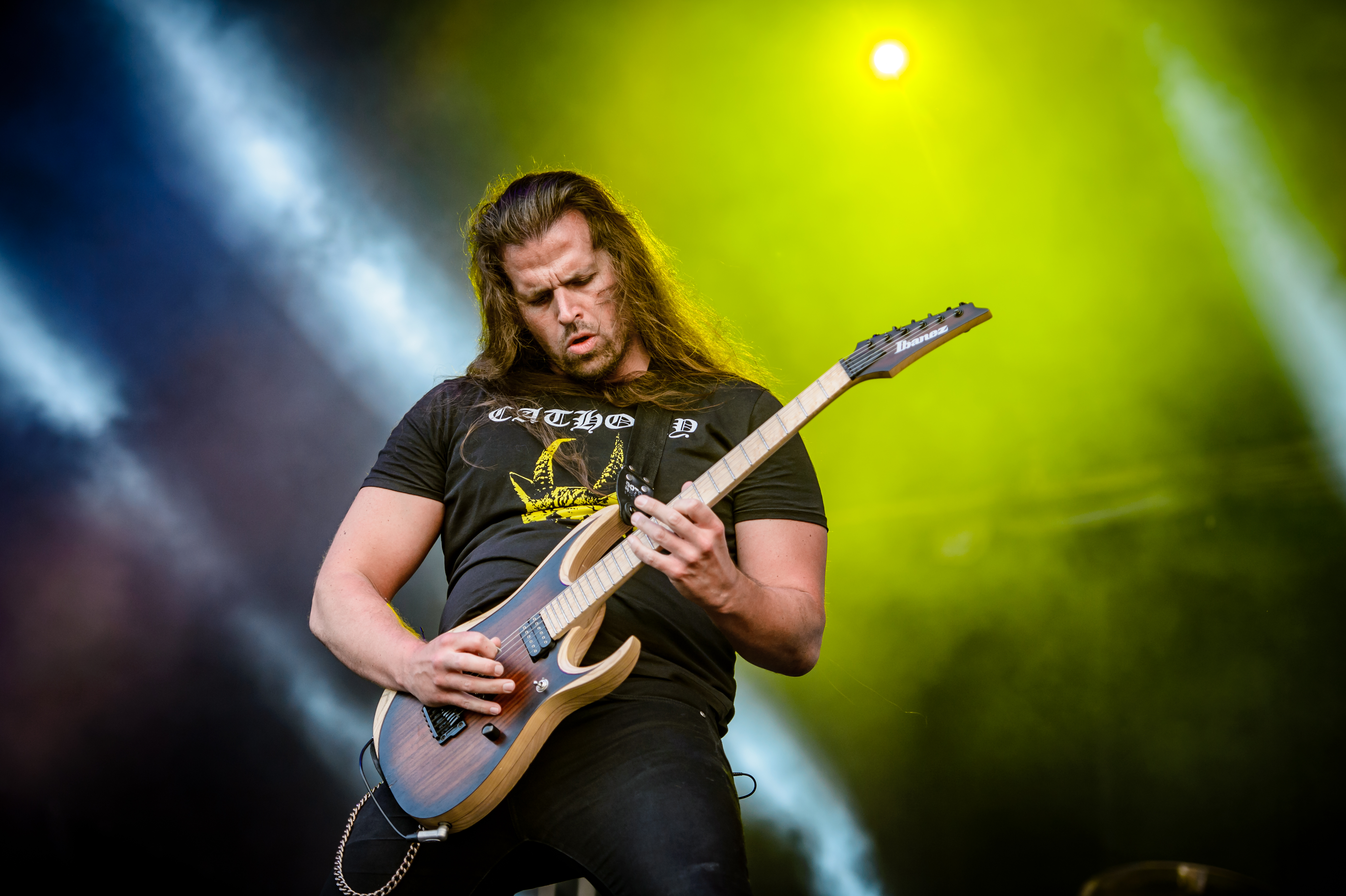
Johan Reinholdz al Rockharz Open Air 2017

Formatisi nel 1989 con il nome Septic Broiler con il cantante Anders Fridén, i chitarristi Niklas Sundin e Mikael Stanne, il bassista Martin Henriksson e il batterista Anders Jivarp, registrano il loro primo demo intitolato Enfeebled Earth. Nel 1991 la band cambia nome in Dark Tranquillity, viene registrato un secondo demo Trail of Life Decayed e, nel 1992 esce il loro primo EP A Moonclad Reflection.
Nel 1993 venne pubblicato il disco d'esordio, intitolato Skydancer, i cui brani, nonostante la loro spiccata aggressività, presentarono una cura minuziosa nella scrittura, di chiara origine contrappuntistica per quanto riguarda le chitarre, con melodie generalmente scritte su scale minori diatoniche, dall'effetto particolarmente melanconico, in contrasto con la voce dura e minacciosa di Friden, mentre le parti melodiche pulite sono lasciate a Stanne e a Anna-Kajsa Avehall. I temi dell'album si rifanno un po' alla poesia eddica, a un'atmosfera poetica che proietta l'analisi interiore in contrasto con l'immensità di ciò che il mondo e la Vita riflettono. Temi quali destino, trama, bellezza, morte e rinascita interpretati in chiave eddica ne fanno da filo conduttore. Le sonorità alternano riff selvaggi con pezzi di chitarre acustiche, caos e ordine, melodia e brutalità. Tutto questo crea quella sensazione mistica, di una avventura da compiere. Dopo l'album Skydancer (1993), Anders Fridén lascia la band nel 1994 per unirsi ad un'altra nota formazione di Göteborg, gli In Flames. In questi primi anni di attività le strade delle due band si incrociano spesso: è infatti Mikael Stanne ad occuparsi dei testi e delle parti vocali per l'album Lunar Strain dei connazionali (in qualità di cantante nelle registrazioni), mentre nel successivo EP Subterranean sarà il batterista Anders Jivarp a collaborare su due brani. In seguito all'abbandono di Fridén, sarà quindi Stanne a ricoprire il ruolo di cantante, sostituito alla chitarra ritmica da Fredrik Johansson. Dopo l'album Of Chaos and Eternal Night, del 1995, esce il primo vero successo dei Dark Tranquillity, l'album The Gallery, con il quale la band muta il proprio sound, approdando ad un death melodico più elegante, melodico e raffinato nelle composizioni; nuovo sound che li porterà ad un successo su scala internazionale.
Nel 1996 esce l'EP Enter Suicidal Angels e l'anno successivo l'album The Mind's I, che segnano invece un capitolo dai cenni più duri e rabbiosi, pur in alternanza ad alcuni brani interamente melodici.
Nel 1999 la band non volendo più essere etichettata come una semplice "melodic death metal band" intraprende la via della sperimentazione. Con Projector il gruppo approda a sonorità quasi totalmente melodiche, alternando un metal energico e tagliente a parti più meditate, atmosferiche, con anche vocals in canto pulito. L'album riscuote un alto successo, ma divide i fan, fra chi apprezza il nuovo corso e chi li accusa di aver rinnegato le origini. Dopo la pubblicazione di Projector avviene un nuovo cambio di formazione: Johansson lascia il gruppo e si aggiungono il tastierista Martin Brändström (in precedenza collaboratore ed ora membro ufficiale) ed il bassista Michael Nicklasson, mentre Henriksson passa alla chitarra.

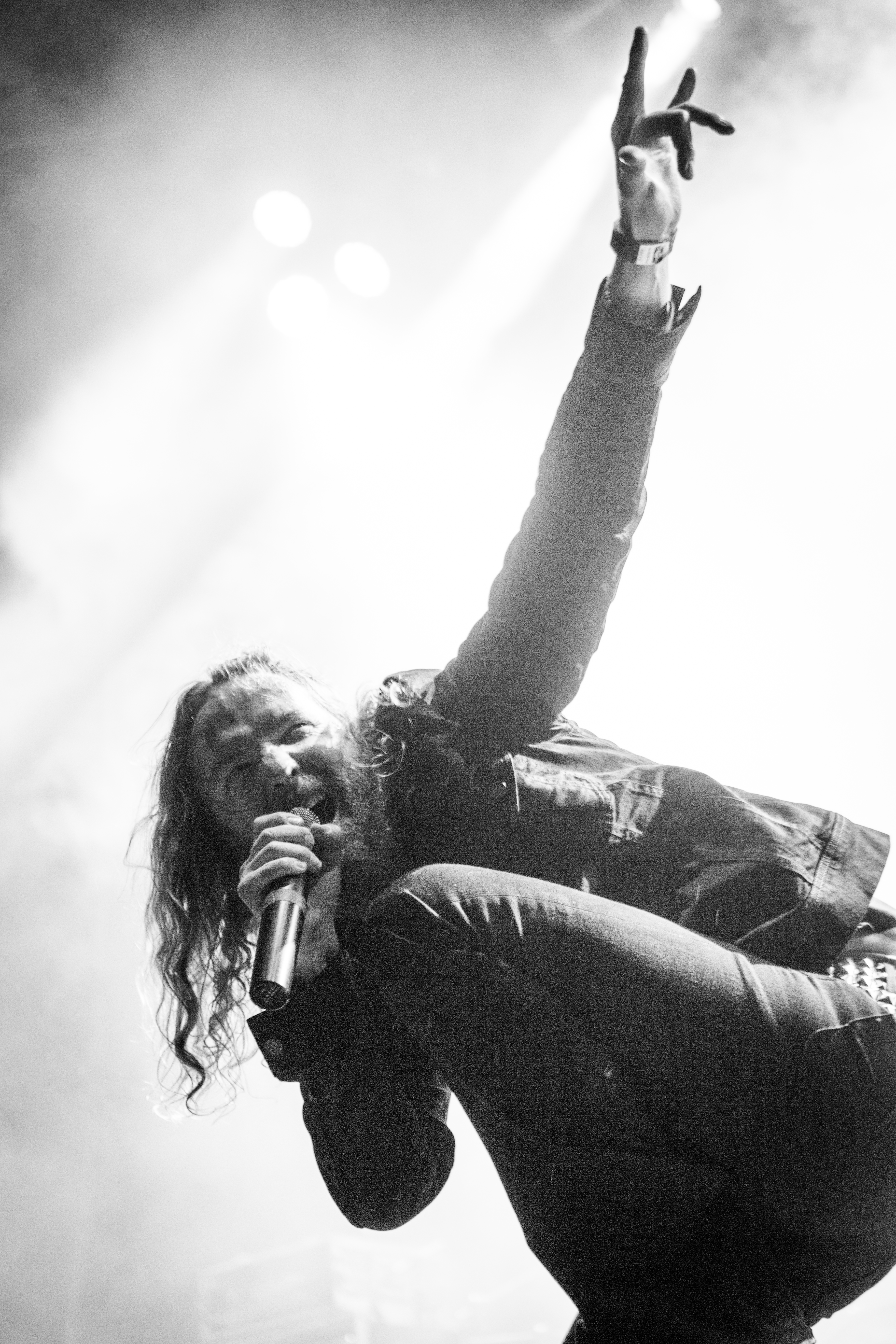
Mikael Stanne al Turock Open Air 2016

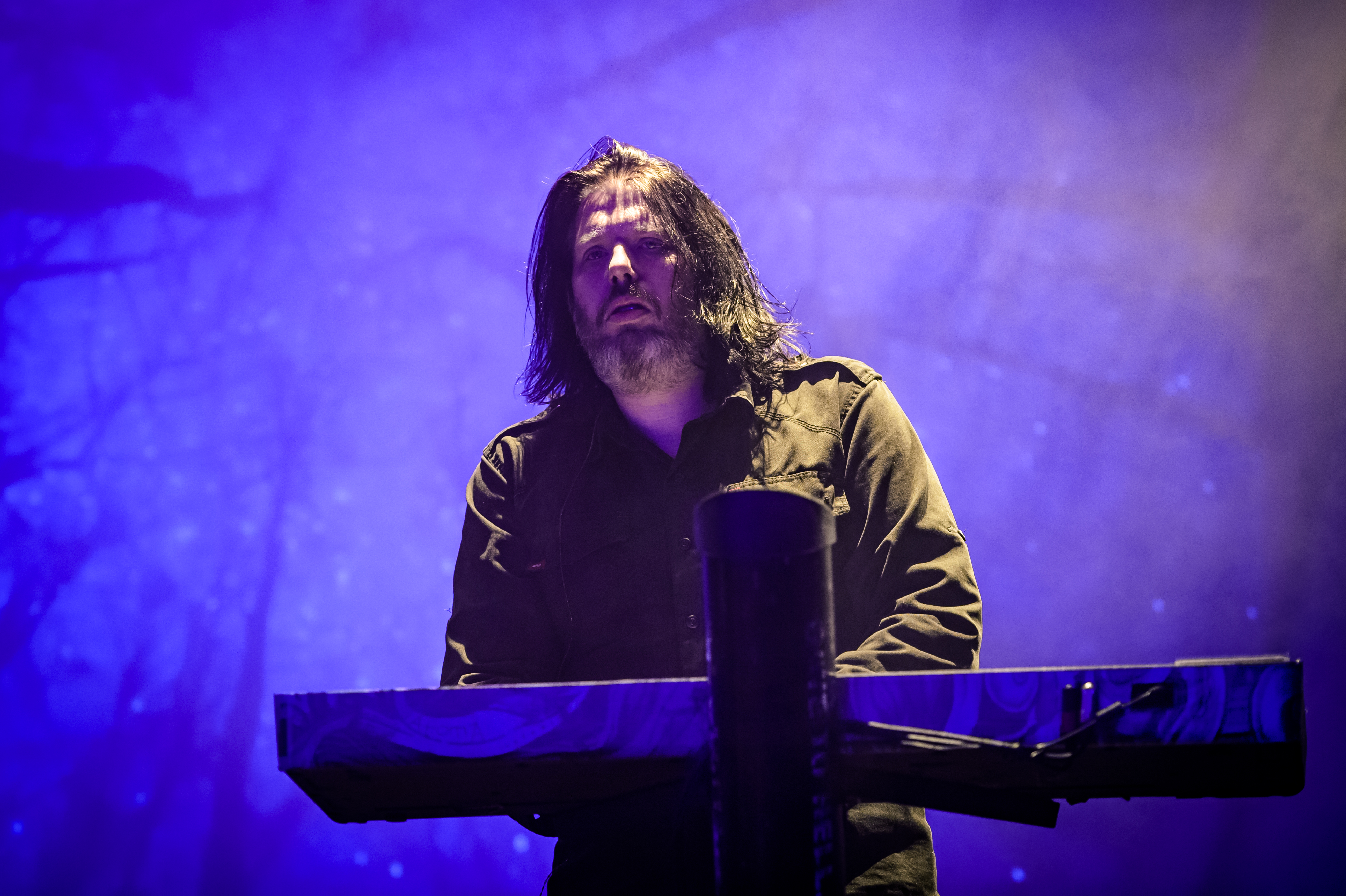
Martin Brändström

Nel 2000 esce Haven, album pensato per essere "più heavy", che si distingue non solo per la forte vena "catchy" ma soprattutto per la sperimentazione in campo elettronico e che divide nuovamente fan e critica. La crescita musicale e l'esperienza del gruppo sfociano, nel 2002, in Damage Done, album tecnicamente superiore rispetto ai precedenti, che ricomprende alcuni degli elementi già sperimentati dalla band durante le precedenti fasi della carriera (soprattutto da The Mind's I da cui eredita molte soluzioni più dure), con passaggi intensi e veloci, arricchiti da arrangiamenti complessi uniti alla vena innovativa che ha caratterizzato e continua ad accompagnare la band svedese.
Il successo che riscuote il gruppo è ormai ben consolidato. Nel 2003 esce un DVD live, Live Damage che comprende più di 3 ore di live, interviste, videoclip, ecc.
Nel 2004 viene pubblicato un doppio CD con brani del passato (provenienti dalle musicassette e digitalizzati), pezzi rari e spezzoni del DVD.
Dopo l'EP Lost to Apathy (2004) esce Character (gennaio 2005), caratterizzato da una vena molto rabbiosa e aggressiva, ma che si avvale dell'effettistica elettronica e di una liricità malinconica, ormai sempre più diffusa anche nel metal. Le sonorità non si discostano significativamente da quelle di Damage Done, per cui diversi fan l'hanno ritenuto inferiore ad altri album, pur considerandolo, in ogni caso, ben scritto e composto.

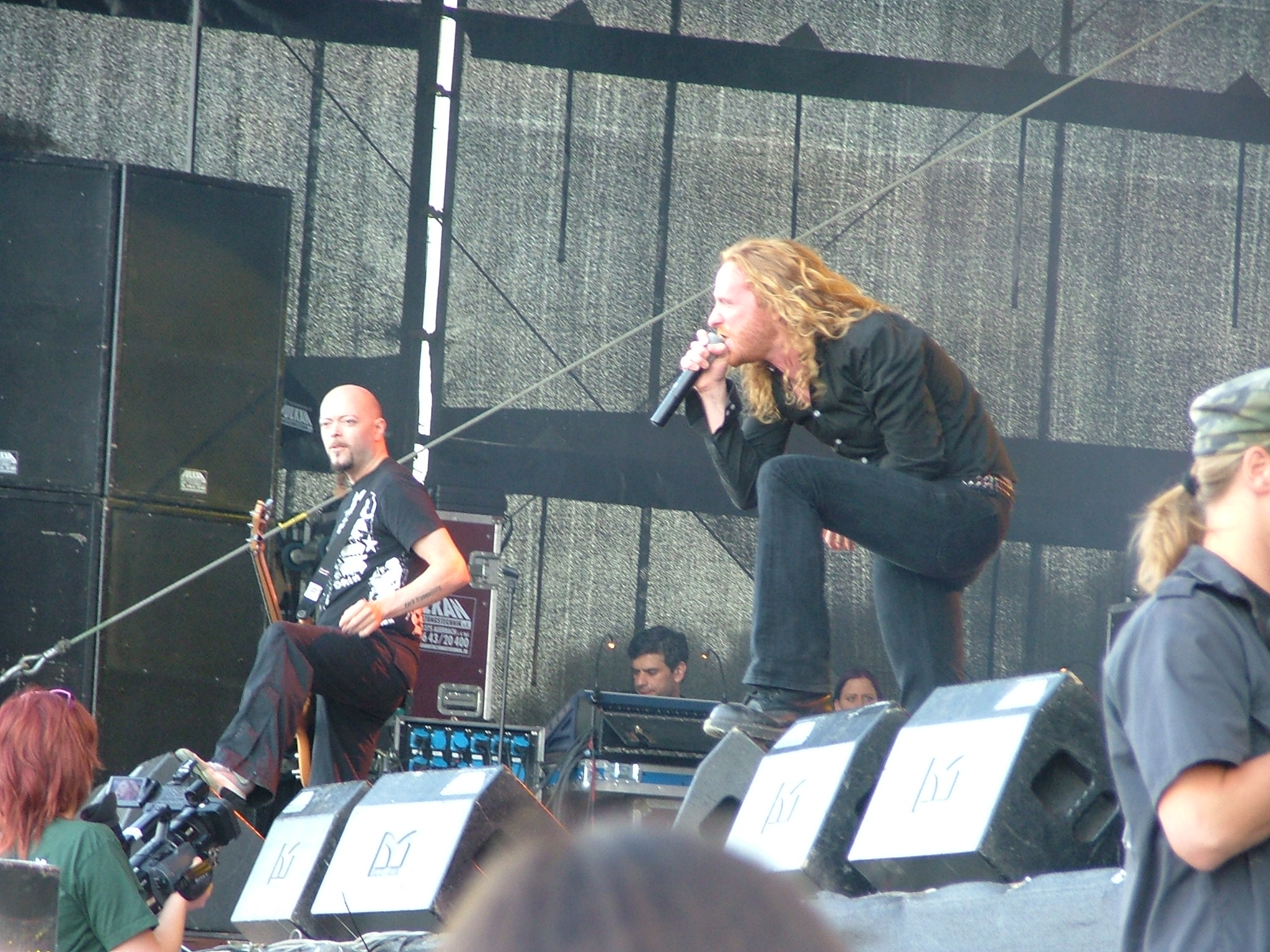
Mikael Stanne durante un'esibizione dal vivo al Summer Breeze Open Air 2007

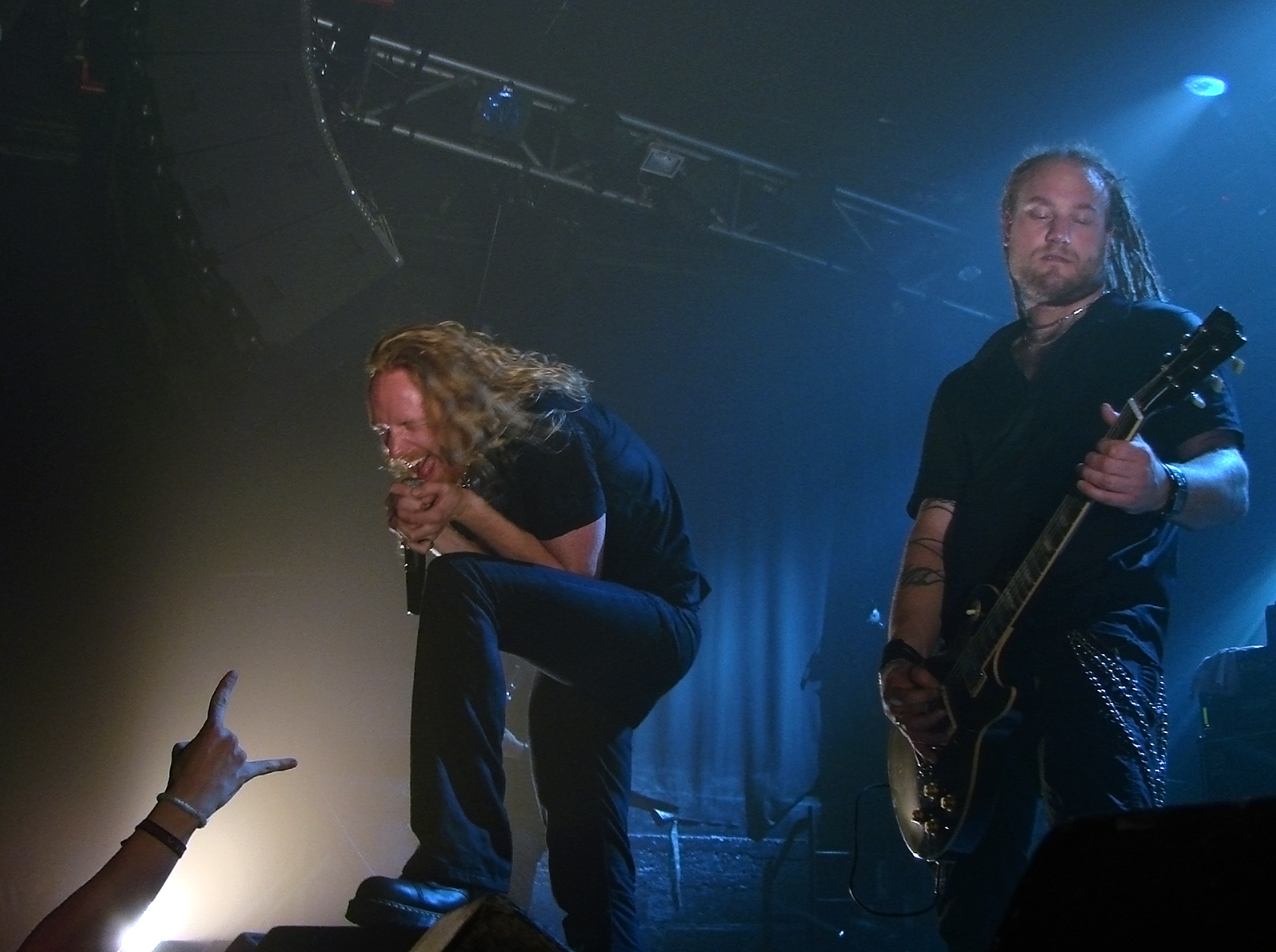
Mikael Stanne e Martin Henriksson al Locomotive 2008 a Parigi

Nel 2007, dopo l'EP Focus Shift esce Fiction, album che sviluppa ulteriormente le soluzioni di Character, per certi versi ritornando alle sonorità già espresse nell'album Haven. Le liriche sono "aggressive" e la tastiera si adatta in modo sapiente ai vari brani del disco.
Nell'agosto del 2008 Michael Nicklasson lascia la band per motivi familiari. Daniel Antonsson supporterà la band al suo posto, fino ad essere confermato come bassista ufficiale dopo il Where Death is Most Alive Tour 2008.
Nel 2009 esce il secondo live DVD denominato Where death is most alive che precederà l'uscita nel marzo del 2010 dell'album We Are the Void, che conferma stilisticamente i due precedenti album marcando maggiormente le linee dark e ambient nei pezzi più lenti.
Nel 2013, dopo ben tre anni dall'ultimo album, i Dark Tranquillity pubblicano Construct, il nuovo lavoro si distacca dall'immediato predecessore e ricalca linee più melodiche dove le tastiere hanno un ruolo principale. In questo album, il suo ultimo con la band, il basso viene suonato dal bassista originario Martin Henriksson che, lascerà la band agli inizi del 2016.
Il 12 luglio del 2016 viene annunciato l'undicesimo album della band: Atoma. Verrà pubblicato il 4 novembre dello stesso anno.
Il 27 settembre 2016 viene ufficializzato l'ingresso in pianta stabile del bassista Anders Iwers (Tiamat, Ceremonial Oath, ex-In Flames), già attivo nella band come turnista dal 2015.
Il giorno 22 marzo del 2020 Niklas Sundin esce definitivamente dal gruppo, dopo aver declinato la partecipazione ai concerti degli ultimi anni con la band. In futuro si dedicherà ad altri progetti musicali (come i Mitochondrial Sun) e al suo studio di design Cabin Fever Media.
Christopher Amott e Johan Reinholdz vengono ufficializzati come chitarra ritmica e chitarra solista del gruppo il 30 marzo del 2020, giorno in cui viene annunciato l'avvio delle registrazioni per il nuovo disco. Precedentemente erano stati chiamati a suonare con la band dal vivo, in sostituzione di Henriksson e Sundin (provvisoriamente in stand-by).

## Formazione

### Formazione attuale
- Mikael Stanne - chitarra ritmica (1991-1993), voce (1993-presente)
- Johan Reinholdz - chitarra ritmica (2017-2020), chitarra solista (2020-presente)
- Martin Brändström - tastiera, programmazione (1999-presente)
- Christian Jansson - basso (2023-presente)
- Joakim Strandberg Nilsson - batteria (2023-presente)
- Peter Lyse Karmark - Chitarra Elettrica/Chitarra Ritmica (2024-presente)

### Ex componenti
- Anders Jivarp - batteria (1991-2021)
- Anders Iwers - basso (2016-2021)
- Niklas Sundin - chitarra solista (1991-2020)
- Christopher Amott - chitarra solista (2020-2023)
- Martin Henriksson - basso (1991-1999, 2013-2015), chitarra (1999-2015)
- Anders Fridén - voce (1991-1993)
- Fredrik Johansson - chitarra (1993-1999), batteria (1996)
- Michael Nicklasson - basso (1999-2008)
- Daniel Antonsson - basso (2008-2013)

### Turnisti
- Joey Concepcion - chitarra solista (2023-presente)
- Christian Jansson - basso (2021-2022)
- Joakim Strandberg Nilsson - batteria (2021-2022)* Christopher Amott - chitarra ritmica (2017-2020)
- Johan Reinholdz - chitarra ritmica (2017-2020)
- Robin Engström – batteria (2001)
- Anders Iwers - basso (2015)
- Erik Jacobson - chitarra (2015-2016)
- Jens Florén - chitarra (2016)
- Sebastian Myrèn - chitarra (2016-2017)
- Christopher Amott - chitarra (2017-2020)
- Johan Reinholdz - chitarra (2017-2020)

## Discografia
Album in studio
- 1993 - Skydancer
- 1995 - The Gallery
- 1997 - The Mind's I
- 1999 - Projector
- 2000 - Haven
- 2002 - Damage Done
- 2005 - Character
- 2007 - Fiction
- 2010 - We Are the Void
- 2013 - Construct
- 2016 - Atoma
- 2020 - Moment
- 2024 - Endtime Signals

EP
- 1992 - A Moonclad Reflection
- 1995 - Of Chaos and Eternal Night
- 1996 - Enter Suicidal Angels
- 2004 - Lost to Apathy
- 2007 - Focus Shift
- 2012 - Zero Distance

Live
- 2013 - For the Fans

Raccolte
- 1993 - Tranquillity
- 1996 - Skydancer + Of Chaos and Eternal Night
- 2004 - Exposures - In Retrospect and Denial
- 2009 - Manifesto of Dark Tranquillity
- 2009 - Yesterworlds - The Early Demos
- 2009 - The Dying Fragments

Demo
- 1989 - Enfeebled Earth (come Septic Broiler)
- 1991 - Trail of Life Decayed
- 1994 - Promo '94

Split
- 1999 - The Official Demo Series Vol. 1
- 2007 - In Requiem / Fiction

## Videografia

### VHS/DVD
- 1997 - Zodijackyl Light
- 2003 - Live Damage
- 2009 - Where Death Is Most Alive

### Videoclip
- Hedon
- Zodijackyl Lights
- Thereln
- Monochromatic Stains
- Lost to Apathy
- The New Build
- Focus Shift
- Terminus (Where Death Is Most Alive)
- Mysery's Crown
- Shadow In Our Blood
- The Fatalist
- Iridium
- Zero Distance
- In My Absence
- Uniformity
- The Science of Noise
- The Pitiless
- Atoma
- Forward Momentum
- Unforgivable
- Not Nothing
- Wayward Eyes